# 미원초등학교 기암분교
미원초등학교 기암분교는 대한민국 충청북도 청주시 상당구 미원면 기암구말길 25 (기암리(岐岩))에 있었던 공립 초등학교이다.

## 학교 연혁
- 1941. 6.13  미원국공립국민학교 부설 기암간이학교 인가
- 1944. 3.31  기암공립국민학교로 승격 인가
- 1944. 5.21  기암공립국민학교 개교(1학급)
- 1945. 3.31  미원국공립국민학교부설기암간이학교 폐교
- 1946. 9. 1  초대 이찬기 교장 취임
- 1949. 9. 1  6년제 6학급으로 학년 연장
- 1996. 3. 1  미원초등학교 기암분교장으로 개편
- 2000. 3. 1  미원초등학교로 통폐합